# Acianthera spilantha
Acianthera spilantha är en orkidéart som först beskrevs av João Barbosa Rodrigues, och fick sitt nu gällande namn av Carlyle August Luer. Acianthera spilantha ingår i släktet Acianthera och familjen orkidéer. Inga underarter finns listade i Catalogue of Life.